# Capeta
Capeta – rodzaj pająków z rodziny skakunowatych. Obejmuje dwa opisane gatunki. 

## Morfologia i zasięg
Samce osiągają od 3,7 do 4,3 mm przy karapaksie długości od 2,2 do 2,4 mm, a samice od 4 do 4,8 mm długości ciała przy karapaksie długości od 1,9 do 2,1 mm. Wysoki i szeroki karapaks ma w widoku bocznym lekko wysklepioną część głowową, a w widoku grzbietowym zaokrąglone za oczami tylno-bocznej pary boki. Równolegle ustawione szczękoczułki mają na przedniej krawędzi bruzdy cztery lub pięć zębów. Na prostokątnych płytkach szczękowych brak jest wyrostków. Barwa wargi dolnej, szczęk oraz sternum jest żółta. Opistosoma (odwłok) samca jest w przedniej połowie grzbietowej strony silniej zesklerotyzowana. Wszystkie kądziołki przędne są brązowe.
Genitalia samicy cechują się płytką płciową o pojedynczym, dużym, poprzecznym przedsionku i szerokim wyrostku na tylnej krawędzi oraz wulwą o poskręcanych przewodach kopulacyjnych i wydłużonych spermatekach. Nogogłaszczki samca mają długą i zaostrzoną apofizę retrolateralną goleni, wykształcony wyrostek wentralny goleni, wydłużone w części odsiebnej cymbium, małe, kubkowate tegulum oraz prosty z haczykowatym wierzchołkiem embolus.
Rodzaj neotropikalny, południowoamerykański, endemiczny dla Brazylii, znany ze stanów Bahia i Pará.

## Taksonomia
Takson ten wprowadzony został w 2005 roku przez Gustava R.S. Ruiza i Antônia D. Brescovita na łamach „Revista Brasileira de Zoologia” jako monotypowy, z opisaną w tej samej publikacji Capeta tridens jako jedynym gatunkiem. Drugi gatunek, Capeta cachimbo, opisany został przez tych samych autorów w 2006 roku. Nazwa rodzajowa oznacza w brazylijskim portugalskim „diabeł”.